# Ádám Bodor
Pour les articles homonymes, voir Bodor.
 (février 2018).
Si vous disposez d'ouvrages ou d'articles de référence ou si vous connaissez des sites web de qualité traitant du thème abordé ici, merci de compléter l'article en donnant les références utiles à sa vérifiabilité et en les liant à la section « Notes et références ».
Dans les noms hongrois, le nom de famille précède le prénom, mais cet article utilise l’ordre habituel en français, où le prénom précède le nom.
Ádám Bodor, né le 22 février 1936 à Cluj-Napoca (Royaume de Roumanie), est un écrivain de langue hongroise. 

## Biographie
Né en Roumanie de parents anti-communistes, il milite pour le retour de la Transylvanie à la Hongrie, ce qui lui vaut d'être arrêté par la Securitate alors qu'il n'a que 16 ans et de passer deux ans, entre 1952 et 1954, dans la prison de Gherla. Il fait ensuite des études de théologie protestante. Il publie, à partir de 1969, cinq recueils d'écrits en prose qui paraissent en Roumanie. En 1982, il part s'installer en Hongrie où il devient rédacteur dans la maison d'édition Magvető.
Son roman La Vallée de la Sinistra (Sinistra Körzet, 1992) demeure son œuvre la plus célèbre. 
Nadja Andrasev réalise en 2016 The Noise of Licking, un court-métrage d'animation de 9 minutes adapté de la nouvelle Megbocsátás.

## Ouvrages traduits en français
- La Vallée de la Sinistra (Sinistra Körzet, 1992), traduit par Émilie Molnos Malaguti, Paris, Éditions Robert Laffont, 1996, 224 p.  (ISBN 2-221-07788-1) ; réédition, Paris, Cambourakis, 2014  (ISBN 2-366-24111-9)
- La Visite de l'archevêque (Az érsek látogatása, 1999), traduit par Jean-Michel Kalmbach, Paris, Éditions Robert Laffont, 2001, 144 p.  (ISBN 2-221-09384-4) ; réédition, Paris, Cambourakis, 2015  (ISBN 2-366-24151-8)
- Les Oiseaux de Verhovina (Verhovina madarai, 2011), traduit par Sophie Aude, Paris, Cambourakis, 2016, 253 p.  (ISBN 2-366-24228-X)
- Nulle Part suivi de La Section (Sehol, 2019 / A részleg, 2006), recueil de nouvelles, traduit par Charles Zaremba, Natalia Zaremba-Huzsvai et Emilie Molnos Malaguti, Paris, Cambourakis, 2024, 160 p.  (ISBN 978-2-36624-843-2)